# 北熊本駐屯地
北熊本駐屯地（きたくまもとちゅうとんち、JGSDF Camp Kita-Kumamoto）は、熊本県熊本市北区八景水谷2丁目17−1に所在し、第8師団司令部等が駐屯する陸上自衛隊の駐屯地である。

## 概要
駐屯地司令は、第8師団副師団長が兼務。最寄の演習場は、大矢野原演習場と黒石原演習場。駐屯地内に屋内式（覆土式）射撃場がある。
通称「清水（しみず）の自衛隊」（「清水」は熊本市北東部の地区名）。
創立記念行事は毎年4月に開催。

## 沿革
日本陸軍
- 1939年（昭和14年）4月：熊本陸軍幼年学校が開校される。
- 1940年（昭和15年）：熊本陸軍幼年学校が熊本城内から移転。
- 1944年（昭和19年）：菊池郡合志村（当時）の逓信省・熊本地方航空機乗員養成所を接収。

アメリカ軍
- 1945年（昭和20年）
  - 10月：終戦により幼年学校は閉校となり、同月にはアメリカ海兵隊第2海兵師団第8海兵連隊（英語版）が駐留を開始する。
  - 11月：さらにアメリカ陸軍第24歩兵師団第21歩兵連隊（英語版）が駐留を始める。
- 1950年（昭和25年）
  - 7月1日：朝鮮戦争の勃発に伴い第21歩兵連隊から第1大隊が先遣隊として出動する。
  - 7月：第187空挺歩兵連隊（英語版）と工兵大隊が駐留する。

陸上自衛隊
- 1956年（昭和31年）
  - 10月：駐留軍の引揚げが完了し業務隊が第8混成団の受け入れ準備をする。
  - 12月11日：第12普通科連隊第4大隊が国分駐屯地から移駐。

陸上自衛隊北熊本駐屯地
- 1956年（昭和31年）12月15日：第8混成団の一部をもって北熊本駐屯地が開庁[1]。
- 1957年（昭和32年）3月15日：第8混成団本部が移駐を開始（4月5日完了）[2]。
- 1962年（昭和37年）8月15日：第8混成団が第8師団（乙）に改編。

1. 第12普通科連隊第4大隊を母体として第42普通科連隊が編成完結。
2. 第8戦車大隊（3個戦車中隊基幹）が編成完結。

- 1973年（昭和48年）8月1日：第2高射団編成により、第304無線誘導機隊が新編。
- 1978年（昭和53年）11月8日：第304無線誘導機隊が飯塚駐屯地に移駐。
- 1979年（昭和54年）3月26日：第8戦車大隊が玖珠駐屯地へ移駐。
- 1981年（昭和56年）3月25日：第8師団が甲師団に改編。
- 1985年（昭和60年）3月25日：第8施設大隊が川内駐屯地へ移駐。
- 1990年（平成02年）3月26日：

1. 第8後方支援連隊が新編。
2. 第8特科連隊第6大隊が第8高射特科大隊として分離独立。

- 2005年（平成17年）3月28日：第8特科連隊第3大隊がえびの駐屯地へ移駐[3]。
- 2016年（平成28年）4月：熊本地震により、師団本部など駐屯地施設が被災。また、その災害派遣拠点となる。
- 2018年（平成30年）3月27日：第8師団の機動師団化改編

1. 第42普通科連隊が第42即応機動連隊に改編。
2. 第8特科連隊が西部方面特科連隊に改編。
3. 第8高射特科大隊が改編。
4. 第8偵察隊が改編。

- 2019年（平成31年）3月26日：部隊改編。

1. 西部方面特科連隊・第304特科直接支援中隊を改編（西部方面特科隊に隷属変更、第2特科大隊玖珠駐屯地移駐等）[4]。
2. 第8情報隊が新編。

- 2023年（令和05年）3月16日：西部方面移動監視隊が編成完結。西部方面情報隊に隷属。
- 2024年（令和06年）年3月21日：

1. 西部方面特科連隊が第2特科団隷下に隷属。
2. 第101特科直接支援隊第1直接支援中隊が第102特科直接支援大隊第1直接支援中隊（第1特科大隊を支援）に改組。

- 2025年（令和07年）
  - 3月23日：西部方面移動監視隊を廃止。
  - 3月24日：西部方面情報収集隊が新編され、西部方面情報隊に隷属。

## 駐屯部隊

### 西部方面隊隷下部隊
- 第8師団
  - 第8師団司令部
  - 第42即応機動連隊
  - 第8後方支援連隊
  - 第8高射特科大隊
  - 第8通信大隊
  - 第8偵察隊
  - 第8特殊武器防護隊
  - 第8情報隊
  - 第8師団司令部付隊
  - 第8音楽隊
- 第2特科団
  - 西部方面特科連隊
    - 西部方面特科連隊本部
    - 本部中隊
    - 情報中隊
    - 第1特科大隊
- 西部方面後方支援隊
  - 第102特科直接支援大隊
    - 第1特科直接支援中隊：西部方面特科連隊を支援
      - 中隊本部
      - 第1直接支援小隊：第1特科大隊を支援
- 西部方面情報隊
  - 西部方面情報収集隊
- 西部方面システム通信群
  - 第102基地システム通信大隊
    - 第319基地通信中隊
- 西部方面会計隊
  - 第392会計隊
- 北熊本駐屯地業務隊

### 防衛大臣直轄部隊
- 警務隊
  - 西部方面警務隊
    - 第135地区警務隊

## 最寄の幹線交通
- 高速道路：九州自動車道熊本IC
- 一般道：国道3号、国道57号、国道387号、国道443号、熊本県道36号熊本益城大津線、熊本県道49号熊本大津線、熊本県道57号益城矢部線、熊本県道231号託麻北部線
- 鉄道：JR九州鹿児島本線上熊本駅、熊本電気鉄道菊池線八景水谷駅
- 港湾：熊本港、八代港、三角港（重要港湾）、鬼池港（地方港湾）
- 飛行場：熊本空港（第二種空港）、天草飛行場（その他の空港）

## 重要施設
- 苓北発電所（出力140.0万kW。石炭）（天草郡苓北町）
- 大平発電所（出力50.0万kW。水力）（八代市坂本町鮎帰）
- 中九州変電所（下益城郡美里町）
- 熊本変電所
- 八代変電所（一次変電所）（八代市）
- 熊本幹線（中央変電所から熊本変電所までの亘長81.29 km[5]の、50万Vの送電線路）
- 中九州幹線（熊本変電所から中九州変電所までの亘長40.10 km[5]の、50万Vの送電線路）
- 苓北火力線（苓北発電所から中九州変電所までの亘長92.73 km[5]の、50万Vの送電線路）
- 南九州幹線（中九州変電所から南九州変電所までの亘長79.53 km[5]の、50万Vの送電線路）
- 財団法人化学及血清療法研究所（熊本市）
- 天草五橋（国道266号）
- 熊本総合車両所（新幹線車両基地）